# دورة الألعاب الآسيوية 1954
اقيمت الدورة الثانية في مانيلا من 1 إلى 10 ايار/مايو 1954 بمشاركة 970 رياضيا يمثلون 18 دولة في 8 العاب.وافتتحت الدورة في يوم بلغت فيه الحرارة 40 درجة مئوية امام أكثر من 15 الف متفرج على ملعب “ريزال ميموريال” تقدمهم رئيس البلاد ماغساساي.
واستبعدت لعبتا الدراجات ورفع الاثقال في الدورة الثانية واستعيض عنهما بالرماية والمصارعة.
وشاركت كوريا للمرة الاولى وارسلت 81 رياضيا ورياضية علما بانها غابت عن الدورة الاولى بسبب حرب الكوريتين. وتمكنت كوريا من احراز 8 ذهبيات و6 فضيات و5 بروزيات واعتبر ذلك انجازا نظرا للصعوبات التي واجهها رياضيوها في الاستعداد بعد خروج البلاد من الحرب.
سجل في الدورة 42 رقما اسيويا جديدا.
وتصدرت اليابان الترتيب برصيد 38 ذهبية وحلت الفيليبين ثانية ولها 14.

## الدول المشاركة
هذه قائمة الدول المشاركة في دورة الألعاب الآسيوية 1954.